# Aphanistes walleyi
Aphanistes walleyi är en stekelart som beskrevs av Stephen Donald Hopper 1981. Aphanistes walleyi ingår i släktet Aphanistes och familjen brokparasitsteklar. Inga underarter finns listade i Catalogue of Life.